# Rocky V (álbum)
Rocky V: The Soundtrack  es la banda sonora de la película de 1990, Rocky V. Es una salida completa de las anteriores bandas sonoras, ya que no hay tantas canciones de Bill Conti , o música rock, sino que está dominada por Hip hop y New jack swing. A pesar de que en la película Bill Conti aparece con sus canciones "Mickey" y "Gonna Fly Now", no son incluidas en la banda sonora. La única canción de Bill Conti en la banda sonora, "Can´t Stop The Fire", no es utilizado en la película, pero la canción está utilizada en la banda sonora Rocky Balboa: The Best of Rocky, la cual es la banda sonora para la película, Rocky Balboa Sólo cuatro de las once pistas en la banda sonora están utilizadas en la película.

## Lista de canciones
| N.º | Título                                                          | Escritor(es)                                             | Duración |  |
| 1.  | «That's What I Said - por MC Hammer»                            | MC Hammer                                                | 4:24     |  |
| 2.  | «All You Gotta Do Is Sing - por Joey B. Ellis»                  | Joey B. Ellis                                            | 3:57     |  |
| 3.  | «No Competition - por MC Tab»                                   |                                                          | 4:39     |  |
| 4.  | «Go For It (Heart and Fire) - por Joey B. Ellis & Tynetta Hare» | Joey B. Ellis, Tynetta Hare, Michael Kelly, James Earley | 4:14     |  |
| 5.  | «Take You Back (Home Sweet Home) - por 7A3»                     | Frank Stallone                                           | 4:10     |  |
| 6.  | «The Measure of a Man» (Ira Green Cover)                        | Alan Menken, Tim Rice & ....                             | 3:57     |  |
| 7.  | «Can't Stop the Fire - por Bill Conti»                          | Bill Conti                                               | 3:19     |  |
| 8.  | «I Wanna Rock - por Rob Base»                                   |                                                          | 4:20     |  |
| 9.  | «Thought U Were the One for Me - por Joey B. Ellis»             |                                                          | 3:02     |  |
| 10. | «Keep It Up - por Snap!»                                        |                                                          | 4:03     |  |
| 11. | «Feel My Power - por MC Hammer»                                 |                                                          | 5:11     |  |

## Posiciones
| Listas (1991)                   | Posición |
| ------------------------------- | -------- |
| Austria (Ö3 Austria)            | 12       |
| Países Bajos (Album Top 100)    | 41       |
| Alemania (Media Control Charts) | 12       |
| Suecia (Sverigetopplistan)      | 36       |
| Suiza (Schweizer Hitparade)     | 11       |